# Чамплонг Десус (Долина Аосте)
Чамплонг Десус је насеље у Италији у округу Долина Аосте, региону Долина Аосте.
Према процени из 2011. у насељу је живело 26 становника. Насеље се налази на надморској висини од 1013 м.